# Латинка (село)
За растението вижте Латинка.
Латѝнка е село в Южна България, община Ардино, област Кърджали.

## География
| Население по години | Население по години |
| ------------------- | ------------------- |
| 1934 г.             | 550 души            |
| 1946 г.             | 586 души            |
| 1956 г.             | 504 души            |
| 1975 г.             | 339 души            |
| 1985 г.             | 240 души            |
| 1992 г.             | 135 души            |
| 2001 г.             | 35 души             |
| 2011 г.             | 9 души              |
| 2019 г.             | 16 души             |

Село Латинка се намира в източната част на Западните Родопи, на 10 – 15 km западно от границата им с Източните Родопи, на около 22 km западно от центъра на Кърджали и 6 km север-северозападно от Ардино. Разположено е на спускащ се от северозапад към югоизток планински склон в родопския Жълти дял. Надморската височина във високите му северен и западен краища е около 800 m, в южния му край – около 660 m, а в източния – около 700 m.
До село Латинка се достига по пътя от село Любино, отстоящо на около 3 km на север. Също на около 3 km, но на запад-югозапад, отвъд две планински била и долината между тях, се намира село Гълъбово. По бѝлото, което е по-близко до Латинка, минава границата между областите Кърджали и Смолян.
Път от село Латинка слиза до намиращия се на около километър и половина на югоизток и на около 300 м по-ниско Дяволски мост на река Арда.
Поради наличието на подходяща слоеста скална порода, постройките в селото са изградени с каменна зидария и покрити обикновено с каменни плочи. Към края на второто десетилетие на 21 век повечето от тях са изоставени.

## История
Селото – тогава с име Тюрк-юрпек – е в България от 1912 г. Преименувано е на Латинка с министерска заповед № 3775, обнародвана на 7 декември 1934 г.
Към 31 декември 1934 г. към село Латинка спадат махалите Невян (Джами махле), Радика (Кедирлер) и Синанлар.

## Население
Преброяване на населението през 2011 г.
Численост и дял на етническите групи според преброяването на населението през 2011 г.:
|                     | Численост | Дял (в %) |
| Общо                | 9         | 100,00    |
| Българи             | 0         | 0,00      |
| Турци               | 9         | 100,00    |
| Цигани              | 0         | 0,00      |
| Други               | 0         | 0,00      |
| Не се самоопределят | 0         | 0,00      |
| Неотговорили        | 0         | 0,00      |

## Религии
Религията, изповядвана в селото, е ислям.

## Културни и природни забележителности
В района на Латинка, Ардино и Момчилград има находища на аметист и планински кристал (прозрачната, бистра разновидност на кварца) с високи ювелирни качества.